# La Brigade en folie
Pour plus de détails, voir Fiche technique et Distribution.
La Brigade en folie est un film français de Philippe Clair sorti en 1973.

## Synopsis
Une brigade policière et une brigade financière sont envoyées en Suisse afin de démanteler une filière bancaire.

## Fiche technique
- Titre : La Brigade en folie
- Réalisation : Philippe Clair
- Scénario : Michel Ardan, Philippe Clair, Jean Marcillac
- Société de production : Les Productions Belles Rives
- Musique : Jean-Michel Defaye
- Photographie : Pierre Petit
- Montage : Claude Durand
- Costumes : Dan Bis
- Pays :  France
- Genre : comédie
- Durée : 88 minutes
- Format : couleur
- Date de sortie :  France : 7 février 1973

## Distribution
- Jacques Dufilho : Commissaire Richard
- Sim : Commissaire Grospèze
- Patrick Topaloff : Toto
- René Tramoni : le vendeur de fringues « très spécial »
- Marcel Zanini
- Philippe Clair : Philippot

## Autour du film
- Le film a été brièvement disponible sur Netflix alors que la plate-forme venait de s'implanter en France avant d'être retiré.
- Marcel Zanini a déclaré dans une interview que, sur le tournage, la plupart des acteurs étaient « comme en vacances » en Suisse et « ne se souciaient pas du tout du film ».